# Trasovadus

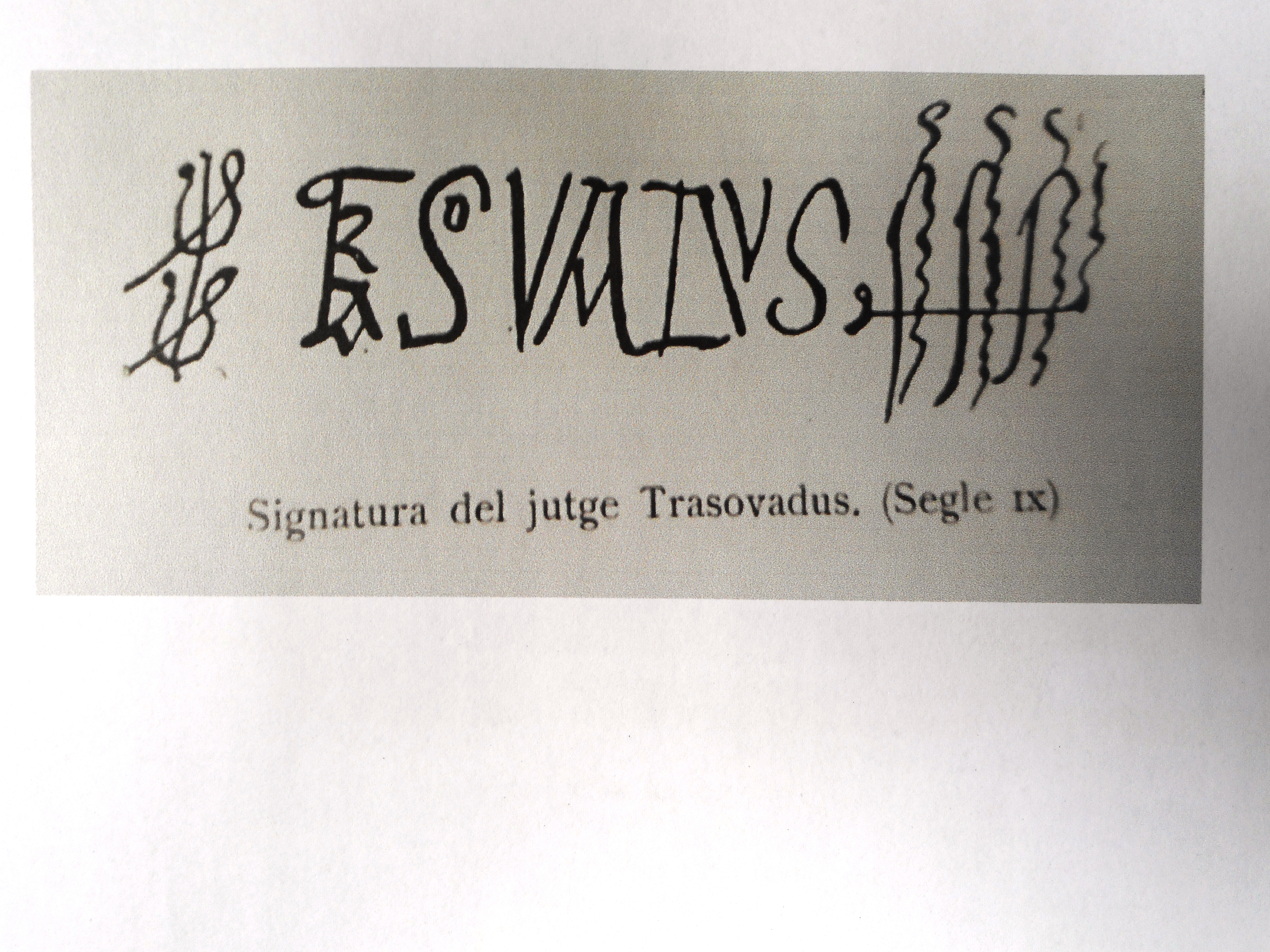
Signatura de Trasovadus

Trasovadus o Trasoarius, va ser un nom masculí a l'edat mitjana. Segons la Filologia es tracta de noms gots diferents però molt propers: un prefix Tras- (disputa) seguit un, amb el formant -(b)ado (lluita, ‘kampf’), i l'altra amb -(w)ario (defensar, 'wehren'), o sigui, que d'entrada s'haurien de diferenciar. Ara bé, en la tasca prosopo-gràfica sistemàtica feta en el Fons Cathalaunia, es revelen clarament dos fets: per una banda, que les denominacions onomàstiques varien fortament, i per l'altra, que els dos noms es donen en persones del mateix context, i que a més, comparteixen aparicions documentals amb altres identitats personals del moment.
En els inicis del Casal de Barcelona s'hi troba, amb alt relleu històric, la figura del jutge Trasovadus, que tenia estretes relacions amb el palau comtal.
El nom Trasovadus, amb les seves variants Trasovarius i Trasoarius, apareix a Catalunya en els segles IX i X. Diversos Trasovadus catalans ens mostren els documents d'aquella època. Alguns són petits propietaris que, segurament per no saber de lletra, no sotscrivien amb signatura pròpia els documents on intervingueren. D'altres corresponen a gent de més alta posició, entre els quals cal citar Trasoarius o Trasoad, abat del monestir de Vilanova (Santa Maria de Lavaix), al Pallars. Un Trasoarius prevere apareix com a escriptor d'un diploma de l'any 829 relacionat amb el monestir de Sant Climent de Codinet a l'Urgell. En un judici de l'any 842 en favor de l'església de Girona actua un jutge Trasoarius, qui era potser un ascendent del Trasovadus dels temps de Guifré el Pilós i el seu fill Guifré II.
El nom del jutge Trasovadus, que exerceix en els primers temps del llinatge comtal barceloní, figura en diversos documents, i la identificació del personatge és fàcil perquè sotscrivia personalment amb una signatura característica.
És veritat que no tots els documents on intervé Trasovadus han pervingut fins als nostres dies en la seva forma original; però la identificació pot fer-se tanmateix, gràcies a la circumstancia que els copistes del segle xiii tingueren sovint gran cura, quan transcrivien en els cartorals els documents, d'imitar amb relativa fidelitat la forma de la subscripció. Així hom pot assenyalar cinc documents que corresponen, amb tota certesa, al Trasovadus de qui tractem, i dos o tres més d'anteriors que probablement s'hi refereixen també.
Els primers documents que probablement es refereixen al dit Trasovadus, indicarien, si efectivament s'hi referissin, que començà a actuar en la seva carrera cap a l'any 860, en el comtat de Cerdanya.
El primer document on Trasovadus apareix amb total certitud és el del judici presidit pel comte Gausfred, suposadament de Girona (confós inicialment amb el comte Guifre el Pilós), als 17 d'abril de l'any 898. En aquest judici Gausfred era part en causa, i estava representat per Trasovadus. Això ens indica que era home de confiança del comte. L'altra part en litigi era Lupursuello abat entre altres congregacions de Sant Medir i Santa Maria d'Amer que estigué representat pel seu mandatari Madaxus.
En el segon document, que és del 18 de novembre del 908, Trasovadus ven al comte i marquè Guifré-Borrell o Guifré II, fill i successor de Guifré I, i a la seva muller, diverses propietats a la vall del Tordera i al Montseny, tal com ell els comprà als comtes d'Empúries Sunyer i Ermengarda, per la quantitat de 2.000 sous.
El tercer document, data del 16 de maig de l'any 913, és un judici presidit pels comtes Sunyer II de Besalú i Sunyer de Barcelona fills de Guifré el Pilós, relatiu a unes possessions del monestir de Sant Joan de les Abadesses; al peu apareix la signatura de Trasovadus autògrafa i autentica. Aquest document, que es conserva original a l'Arxiu de la Corona d'Aragó, ha estat publicat per Francesc Montsalvatge, que consigna la data equivocada de l'any 1914.
És el quart i últim document la declaració testifical celebrada a Esponellà (Comtat de Besalú), respecte a certes possessions del Bisbat de Girona, on apareix Trasovadus, així com en un altre document del mateix judici (anys 921 o 925).
En els documents del regnat de Guifré II es palesa que Trasovadus fou home de confiança del segon comte de la dinastia catalana, com ho fou del primer. Del document de l'any 908 sembla deduir-se que l'actuació de Trasovadus fou la d'un intermediari que adquirí dels comtes d'Empúries, per tornar-los a vendre als comtes de Barcelona, les possessions traspassades, que aquests devien tenir desig de posseir. <<Sigui com sigui --diu Ferran Valls i Taberner-- ens fa endevinar aquest document la importància de la posició d'aital personatge i de les seves relacions amb les corts comtals de Catalunya en sos primers temps.
>>
La diversitat de formes d'aquest nom, com de molts altres noms, és possiblement deguda principalment als escribes antics. En el seu cas el sabem consignat sota les formes: Trasovado, Trasovadus, Trasobado, Trasoarius, Trasoario, Transoario, Trassoarius, Tressoario, Trasovarius, Trasova, Trasoado, Trasobadone, Trasobadoni.
El document judicial d'Esponellà decanta a creure que després de la mort de Guifré e Pilós, continuà actuant com a jutge, no solament en el territori d'un del successors del fundador de la dinastia catalana, sinó en diferents territoris de la mateixa família comtal, o que, si no fos així, el territori de les seves funcions era aleshores el del comtat de Besalú.
L'actuació de Trasovadus coma jutge comprèn, com a dates mínimes, del 898 al 921.
Respecte la família del jutge Trasovadus sabem que l'any 902 apareix, en un document, un Trasoarius que, complint la darrera voluntat del seu difunt germà Wadaldus, van fer, junt amb la vídua d'aquest, Sesenanda —nom igual al d'una germana de Guifré el Pilós— una donació a l'Abadia de la Grassa. I l'any 909 en sabem d'un altre, germà de Durando i marit de Sesenanda (la vídua del seu altre germà Wadaldus) venen terres a l'abadessa Emma.